# Station Flå
Station Flå is een station in  Flå in  Viken  in  Noorwegen. Het station ligt aan Bergensbanen. Het  stationsgebouw dateert uit 1907 en is een ontwerp van Paul Armin Due. Lijn 41, de trein van Oslo naar Bergen stopt een paar keer per dag in Flå.